# Stefano Patrizi
Stefano Patrizi, né le 13 octobre 1950 à Florence, est un acteur italien.

## Filmographie
- 1974 : Violence et Passion
- 1976 : Le Pont de Cassandra
- 1976 : Jeunes, désespérés, violents (Liberi armati pericolosi) de Romolo Guerrieri
- 1977 : L'Homme pressé
- 1977 : René la Canne
- 1977 : La Maîtresse légitime (Mogliamante) de Marco Vicario
- 1978 : Mœurs cachées de la bourgeoisie
- 1981 : Angoisse
- 1981 : Le Lion du désert